# Ami Vitale

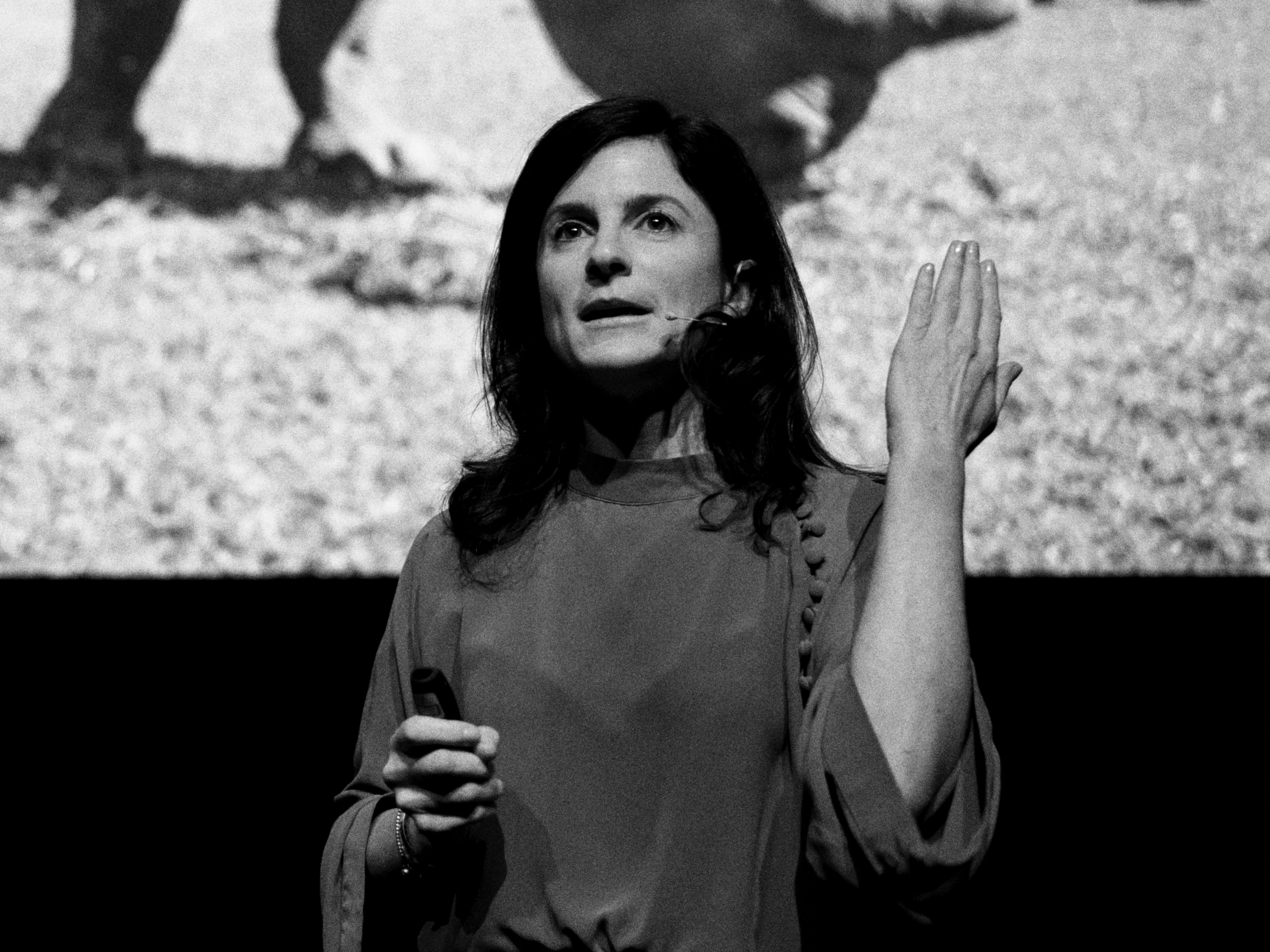
Ami Vitale beim World Press Photo Festival 2018

Ami Vitale (geboren 1971) ist eine US-amerikanische Fotojournalistin und Dokumentarfilmerin. Sie arbeitet für National Geographic und lebt in Montana.

## Leben und Werk
Vitale studierte International Studies an der University of North Carolina in Chapel Hill und absolvierte danach ein Master-Studium an der University of Miami. Nach ihrem Studium arbeitete sie als picture editor für Associated Press in New York und Washington. Dort entstand der Wunsch, selbst fotografisch die Welt zu erkunden. Sie ging in die Tschechoslowakei und erstellte von dort aus Reportagen über Osteuropa.
Im Jahr 1995 hatte sie ihre Schwester in Guinea-Bissau besucht, die damals dort für das Peace Corps arbeitete. Daraus entwickelte sich im Jahr 2001 eine umfassende fotografische Dokumentation, die mit Hilfe der Alexia Foundation for World Peace erstellt werden konnte. Sie lebte ein halbes Jahr in einer mud hud, einer Schlammhütte, gemeinsam mit einer Frau namens Fama und deren Kindern, teilte ihr Leben, aß und schlief mit ihnen und half bei der Bewältigung des Alltags. Zehn Jahre später kehrte sie zurück und berichtete über den Start ihrer Karriere als Fotojournalistin, über Landminen, Korruption und Drogenkartelle: Guinea-Bissau is a forgotten state. [Guinea-Bissau ist ein vergessener Staat.]
Nach Guinea-Bissau verbrachte Vitale einige Jahre in Indien, von wo aus sie Reportagen aus Kaschmir und Gujarat gestaltete. Inzwischen wurden ihre Arbeiten international anerkannt und in namhaften Publikationen abgedruckt, darunter Geo, National Geographic, New York Times, Newsweek, Smithsonian und Time. „Ami Vitale schafft es auf einfühlsame Art, ganz persönliche Geschichten zu erzählen“, schreibt National Geographic. Sie besuchte mehr als neunzig Länder, fing Bilder, Kulturen und Menschen aus unterschiedlichen Regionen ein, berichtete über die Armut in Entwicklungsländern wie Äthiopien, über die dem Westen fremden Kulturen von Nepal und Kaschmir, über politische und religiöse Konflikte. Zunehmend befasste sich Vitale auch mit der Beziehung zwischen Mensch und Tier, fotografierte Elefanten und Schneeleoparden, um schließlich die Beziehungen zwischen Menschen und menschenfressenden Löwen zu dokumentieren. Ihr besonderes Interesse gilt Tiergattungen, die vom Aussterben bedroht sind, wie dem Breitmaulnashorn, auf engl. White Rhino, oder dem Großen Panda. Sie möchte mit ihrer Arbeit einen Betrag zur Erhaltung der Arten leisten.
Arbeiten von Vitale wurden und werden auch regelmäßig in Museen und Galerien weltweit gezeigt. Gemeinsam mit ihren Kolleginnen Alexandra Boulat, Heidi Levine und Kate Brooks bestritt sie die Ausstellung Woman War Photographers. Während Boulat Bilder des zerfallenden Jugoslawiens zeigte, Levine den Israelisch-Palästinensischen Konflikt porträtierte und Brooks Bilder aus Afghanistan und dem Irak vorstellte, war der Beitrag von Vitale dem Kaschmir und dessen Bevölkerung gewidmet. Ihre Arbeiten wurden mehrfach ausgezeichnet. Die Fotografin vermittelt ihre Erfahrungen regelmäßig als Leiterin von Workshops in Europa, Amerika und Asien.
Im Jahre 2011 war sie in der dritten Folge der Dokumentations-Fernsehreihe Über den Inseln Afrikas in Madagaskar zu sehen.

## Zitat
„Am Beginn meiner Arbeit war die Fotografie ein Reisepass, der mir ermöglichte Leute zu treffen, zu lernen und andere Kulturen zu erfahren. Heute ist es mehr als ein Reisepass – ein Mittel, um Aufmerksamkeit und Verständnis zu wecken für unterschiedliche Kulturen, ein Mittel, um den Sinn für die Gemeinsamkeiten zu schärfen, in der Welt, die wir teilen.“

## Auszeichnungen
Vitales Arbeit wurde von einer Reihe von Institutionen ausgezeichnet, darunter World Press Photo, die National Press Photographers Association und Picture of the Year  International. Weiters wurde der Fotografin der Magnum grant zuerkannt, in Erinnerung an die Magnum-Fotografin Inge Morath, und der Canon Female Photojournalist Grant, welcher auch eine Ausstellung im französischen Perpignan beinhaltete.
- 2001 National Press Photographers Association Best of Photojournalism
- 2003: Best of Photojournalism, Magazine Photographer of the Year
- 2014: Best of Photojournalism, ehrenwerte Erwähnung in der Kategorie Environment Picture Story
- 2014: Aaron Siskind Foundation Individual Photographer’s Fellowship
- 2014: The Aftermath Project
- 2015: Best of Photojournalism, jeweils Zweiter Platz in den Kategorien Environment (Nature, Wildlife) und Environment Picture Story
- 2015: World Press Photo, Nature, second prize singles

Quellen: 